# 符离之战
符离之战是宋金战争中的一次重要战役。1163年（宋孝宗隆兴元年、金世宗大定三年）五月，南宋和金朝在宿州符离的一次作战。
宋孝宗即位後，积极准备北伐收复中原，他在枢密使张浚的建议下，决定出兵伐金。1163年，以张浚为都督，主持北伐。四、五月间，张浚部署淮西招抚使李显忠与御前诸军都统制邵宏渊两军十三万北伐，攻打灵璧、虹县（今安徽省泗县）。五月初七，李显忠率军从濠州（今安徽省凤阳县）渡过淮河，在陡沟击败金朝统军萧琦。萧琦率军回师灵璧，李显忠与他激战，大胜金军，灵璧被宋朝收复。五月初十，邵宏渊没有攻克虹县，李显忠相助攻下虹县。西向攻打宿州州治符离（今安徽省宿州市）。李显忠击败金兵阻击，斩杀数千人，五月十六攻克宿州。五月廿三日，金朝左副元帅纥石烈志宁率军十万从睢阳攻打宿州，李显忠率军激战，宋军败入城中。李显忠与邵宏渊不睦，邵宏渊不肯力战，其子邵世雄趁夜率部出城逃跑，诸将相继违令逃遁，李显忠只好也撤退。金军追击，在符离追上宋军，宋军大溃。被金军斩杀四千余人，弃甲三万余人，溺死者不计其数。此后，南宋丧失再战之力，遂被迫议和，签订隆兴和议。